# حوقليات
الحوقليات أو أسماك المرمريج (الاسم العلمي: Mastacembelidae)، فصيلة أسماك من رتبة الثعبانيات الخيشومية، وتُعرف باسم الثعبان (أنقليس) الشوكي. أعطانها أفريقيا وجنوب شرق آسيا. موائلها قيعان المياه مسوسةالناعمة.